# Escuela de Filosofía de Concord

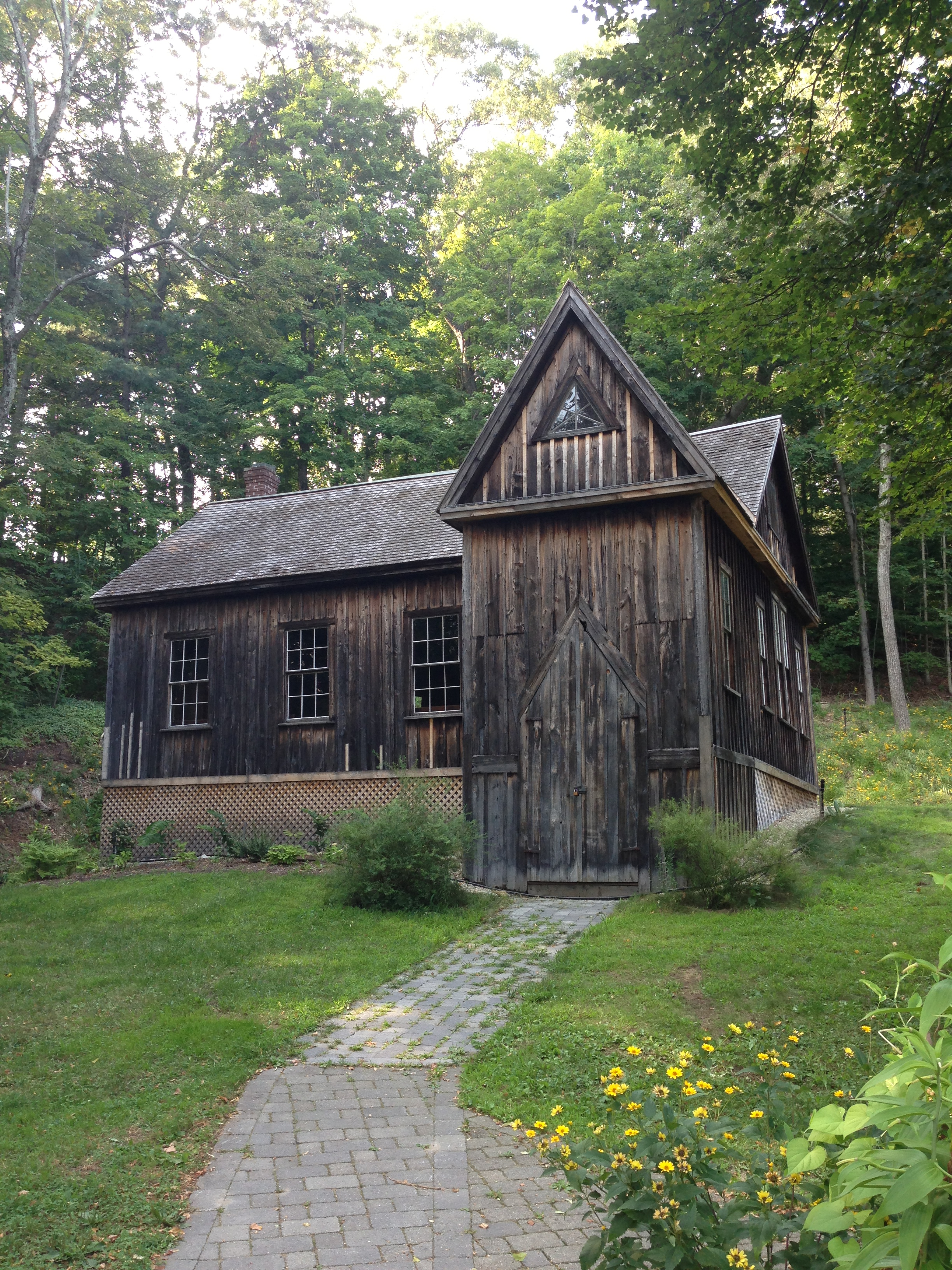
La Escuela de Filosofía de Concord se reunió en Hillside Chapel en la propiedad de Orchard House, el hogar de Amos Bronson Alcott y su familia.

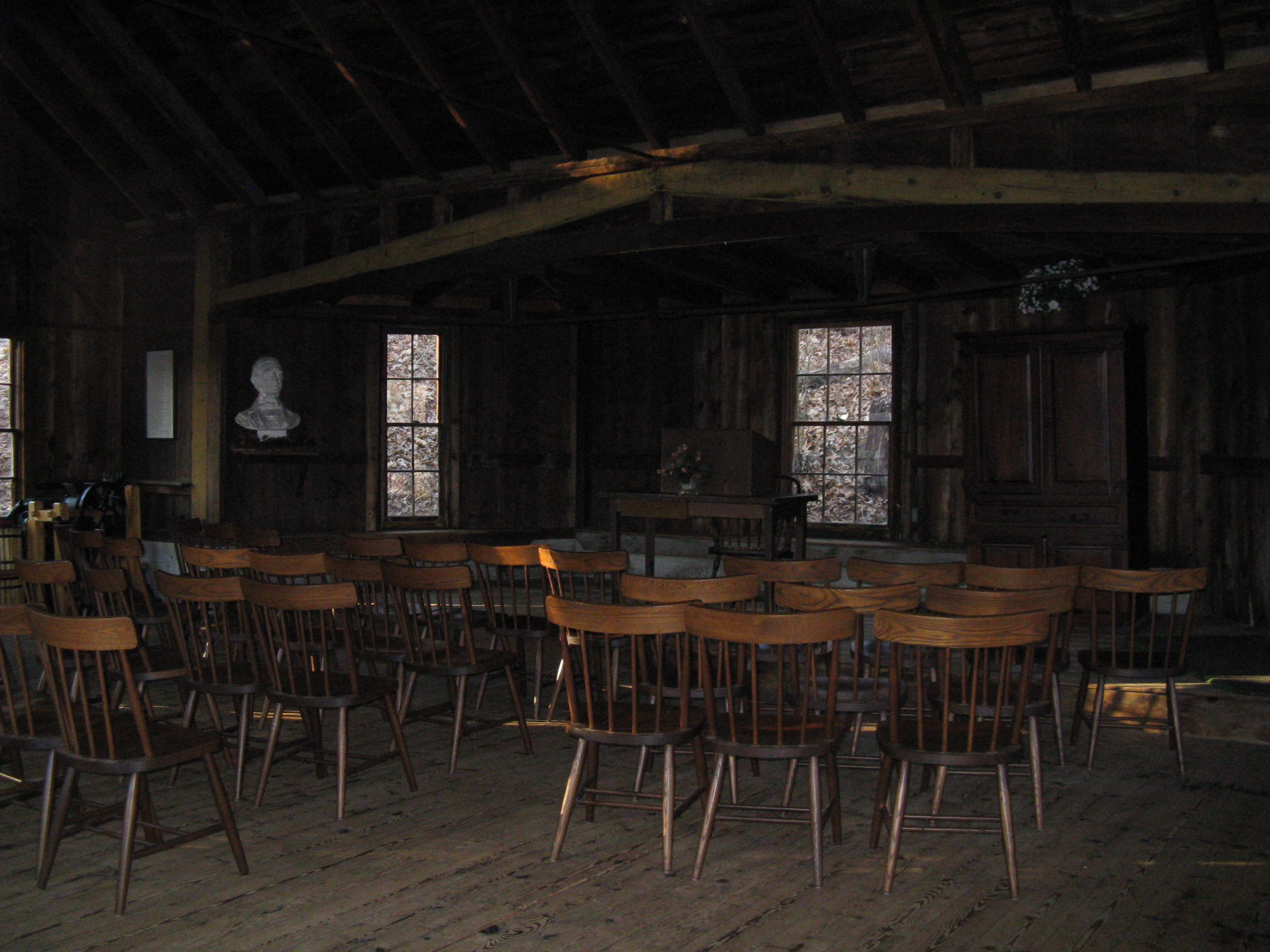
Dentro de la Escuela de Filosofía de Concord

La Escuela de Filosofía de Concord fue una serie de conferencias de verano y discusiones de la filosofía en Concord, Massachusetts de 1879 a 1888.

## Historia
Al comenzar la Escuela de Filosofía de Concord había sido durante mucho tiempo un objetivo del fundador Amos Bronson Alcott y otros en el movimiento Trascendentalista. Él y Franklin Benjamin Sanborn redactaron un prospecto para la escuela el 19 de enero de 1879, que se envió a personas potencialmente interesadas en todo el país.
La escuela abrió en el verano de 1879; su primera reunión se llevó a cabo en el estudio de la casa de la familia Alcott, Orchard House. Se construyó un nuevo hogar para la escuela para el próximo verano con el apoyo financiero de William Torrey Harris y de su hija Louisa May Alcott. Sanborn era la secretaria de la escuela.
La escuela se basó en parte en la Academia de Platón. Muchas de las conferencias y lecturas de la escuela se centraron en las reminiscencias de los Trascendentalistas: Ralph Waldo Emerson asistió a algunas de las reuniones de la escuela antes de su muerte, y fue conmemorado después; las lecturas de las revistas inéditas de Henry David Thoreau se encontraban entre los eventos más populares. Además, hubo muchas conferencias sobre otros temas filosóficos - principalmente el neoplatonismo favorecido por Alcott y el hegelianismo favorecido por Harris, pero también se dieron una serie de conferencias sobre  Kant y Fichte, entre otros. La reunión final conmemoró a Alcott, quien había muerto en 1888.

## Más lecturas
- Austin Warren. "La Escuela de Filosofía de Concord." New England Quarterly 2:2 (abril de 1929), 199-233.